# Hiệp hội Phát triển Quốc tế
Hiệp hội Phát triển Quốc tế, viết tắt theo tiếng Anh là IDA (International Development Association), theo tiếng Pháp là AID (Association internationale de développement), là một tổ chức phi chính phủ phi lợi nhuận quốc tế hoạt động trong lĩnh vực cung cấp hỗ trợ tài chính cho các quốc gia nghèo nhất thế giới, và các quốc gia đang phát triển có độ tín nhiệm thấp.
Hiệp hội Phát triển Quốc tế được thành lập năm 1960. Hiệp hội Phát triển Quốc tế có trụ sở tại Washington, D.C.,  Hoa Kỳ.
IDA là thành viên quốc gia của Nhóm Ngân hàng Thế giới.